# Tous (joieria)
Tous és una empresa de joieria, accessoris i moda fundada el 1920 a Manresa, per Salvador Tous Blavi i Teresa Ponsa Mas, com una petita rellotgeria de reparacions. Té la seu a Manresa. Alba Tous presideix l'empresa. Està present en més de 45 països amb més de 400 botigues a ciutats com Nova York, Mèxic i Tòquio. El 2016 va facturar 403 milions d'euros.

## Història
El projecte Tous va començar l'any 1920, quan Salvador Tous Blavi i Teresa Ponsa Mas van obrir un taller de reparació de rellotges a la ciutat de Manresa. L'any 1965 Salvador Tous fill es casa amb Rosa Oriol, i tots dos continuen el negoci familiar, que més tard s'expansionarà mundialment amb la creació del símbol que caracteritza la marca: l'os. El 1996 va obrir-se la primera joieria Tous internacional per excel·lència, i quatre anys després va sortir a la venda la primera col·lecció d'accessoris i complements. L'any 2004, Tous assoleix ja 200 botigues arreu del món, i obre nous punts de venda a París i Nova York. L'empresa l'any 2008 va haver d'inaugurar una nova seu, perquè aquesta es pogués adaptar a les necessitats de l'increment de la cadena. Per a donar imatge de la marca, el 2007 Tous va fitxar Kylie Minogue, i l'any 2011, va ser Jennifer López qui va fer-ho.

## Creació del símbol[calcitació]
El 1985, Rosa Oriol, s'inspira per crear un símbol que farà història. És en un dels seus viatges arreu del món, per distribuir els seus productes, quan veu un ós de peluix en un aparador d'una botiga de joguines. En aquell moment pensar a convertir-lo en una joia d'or en forma d'os de peluix, el qual ara és un dels símbols més reconeguts entre les joieries. A partir d'aquest han sorgit altres dissenys, com un cotxe, una nina, una flor, una tulipa, que caracteritzen secundàriament la marca.